# HMS Isis (D87)
HMS Isis (D87) là một tàu khu trục lớp I được Hải quân Hoàng gia Anh Quốc chế tạo ngay trước Chiến tranh Thế giới thứ hai, và đã phục vụ trong cuộc chiến tranh cho đến khi bị đắm do trúng mìn ngoài khơi Normandy vào ngày 20 tháng 7 năm 1944.

## Thiết kế và chế tạo
Isis được đặt hàng vào ngày 30 tháng 10 năm 1935 cho hãng Yarrow and Company tại Scotstoun, Glasgow trong Chương trình Chế tạo Hải quân 1935. Nó được đặt lườn vào ngày 6 tháng 2 năm 1936, được hạ thủy vào ngày 12 tháng 11 năm 1936 và nhập biên chế vào ngày 2 tháng 6 năm 1937.
Isis có trọng lượng choán nước tiêu chuẩn 1.370 tấn Anh (1.390 t), và lên đến 1.888 tấn Anh (1.918 t) khi đầy tải. Con tàu có chiều dài chung 323 foot (98,5 m), mạn thuyền rộng 33 foot (10,1 m) và chiều sâu của mớn nước là 12 foot 5 inch (3,8 m). Nó được cung cấp động lực bởi hai turbine hơi nước hộp số Parsons, dẫn động hai trục chân vịt, cung cấp một công suất tổng cộng 34.000 mã lực càng (25.000 kW) và cho phép có được tốc độ tối đa 36 hải lý trên giờ (67 km/h; 41 mph). Hơi nước được cung cấp cho các turbine bởi ba nồi hơi ống nước Admiralty 3 nồi. Nó mang theo tổng cộng 470 tấn Anh (480 t) dầu đốt, cho phép một tầm xa hoạt động 5.530 hải lý (10.240 km; 6.360 mi) khi di chuyển ở tốc độ đường trường 15 hải lý trên giờ (28 km/h; 17 mph). Thủy thủ đoàn của con tàu gồm 145 sĩ quan và thủy thủ trong thời bình.
Con tàu được trang bị bốn khẩu pháo QF 4,7 in (120 mm) Mk. IX 45-calibre trên các bệ nòng đơn. Cho mục đích phòng không, Isis có hai khẩu đội súng máy Vickers 0,5 inch (12,7 mm) Mk.I bốn nòng. Nó còn có hai dàn 5 ống phóng ngư lôi trên mặt nước dành cho ngư lôi 21 in (530 mm). Một đường ray thả mìn sâu cùng hai máy phóng được trang bị, và ban đầu có 30 quả mìn sâu được mang theo, nhưng được tăng lên 35 quả không lâu sau khi chiến tranh nổ ra.

## Lịch sử hoạt động
Isis tham gia vào cuộc triệt thoái khỏi Hy Lạp vào tháng 4 năm 1941. Nó bị hư hại trong trận Crete vào năm 1941, khi đang đuổi theo hai tàu khu trục Pháp chạy thoát, nó bị một máy bay ném bom Junkers Ju 88 tấn công ngoài khơi Beirut, Liban, và bị hư hại nặng. Nó được chiếc tàu khu trục Hero kéo đến Haifa, Palestine. Trên đường đi, dây tời kéo bị đứt, nhưng nó khởi động lại được động cơ và đi đến Haifa an toàn.
Vào ngày 19 tháng 2 năm 1943, phối hợp cùng với tàu frigate Hursley và một máy bay ném bom tầm trung Vickers Wellington thuộc Không quân Hoàng gia Anh, Isis đã tấn công và đánh chìm tàu ngầm U boat Đức U-562 tại Địa Trung Hải, về phía Đông Bắc Benghazi.
Isis trúng phải một quả mìn ngoài khơi các bãi đổ bộ Normandy, và bị đắm vào ngày 20 tháng 7 năm 1944.